# Noir soutenu
« Noir soutenu » (ou « noir profond », « noir intense », « noir 400 % », ou encore « noir noir ») est un terme utilisé en imprimerie pour se référer à un mélange contenant les quatre couleurs primaires, soit cyan, magenta, jaune et noir (CMJN). Moins fréquemment, cela peut être aussi un mélange de noir et d'autres couleurs (Pantone).

## Nécessité du noir soutenu
Le mélange de couleurs afin de constituer le noir est nécessaire, parce qu'il n'y a pas d'encre noire suffisamment « foncée » et opaque pour obtenir une teinte suffisamment profonde.
Le « noir soutenu » est défini comme une teinte qui est « plus noire que noire ». Bien que du point de vue de la théorie de la couleur il s'agisse d'un non-sens complet, une réelle différence est observée dans la pratique. Cette différence peut également apparaître dans l'impression de panneaux pour caissons lumineux (aussi appelés « backlit »), où un noir soutenu sera plus opaque qu'un noir simple.
Une autre raison d'utiliser le noir soutenu est d'empêcher les décalages. Il est souvent utilisé dans le cas de texte par-dessus une image, ou sur un fond coloré. Sans cela, le moindre décalage de couleur entre les plaques d'impression peut provoquer un halo blanc ou coloré autour du texte, le rendant plus difficile à lire.
L'utilisation d'un noir soutenu doit être utilisé en toutes connaissances des conditions d'impression, incluant les encres, les presses, et spécialement le papier. Si trop d'encre est utilisée sur un papier de moindre qualité, tel que du papier journal, il peut tout simplement se déchirer. De plus, une quantité excessive d'encre peut ne pas avoir le temps de sécher avant que le résultat ne vienne en contact avec d'autres pages.

## Utilisation et limitations
Alors qu'en théorie un noir soutenu peut être réalisé en utilisant 100 % des quatre couleurs, en pratique, le volume ajouté des encres CMJ (appelé le « soutien ») est limité par l'humidité que le papier et le processus d'impression peuvent supporter. Dans la pratique, la limite maximale admissible d'encrage est de 300 % (soit C 80 %, M 60 %, J 60 %, N 100 %). Cependant, ces valeurs ne peuvent être utilisées qu'avec un très bon papier et une bonne presse, sous peine de problèmes de séchage et de maculage. Si le papier est un peu fin, il vaut mieux descendre l'encrage total à 250 ou même 200 %.
Les valeurs de noir par défaut de Photoshop sont tout aussi parfaites pour une utilisation standard: C42, M28, J29, N100, pour un total de 199 %, donc bien en dessous des  300 % fatidiques.
Finalement, de par sa réalisation en quadrichromie, le noir soutenu peut avoir un coût plus élevé.